# Helena Waller
Helena Birgitta Waller (* 10. September 1966 in Uppsala) ist eine ehemalige schwedische Freestyle-Skierin. Sie startete in der Buckelpisten-Disziplin Moguls.

## Werdegang
Waller, die für den Hundfjällets IF aus Sälen startete, nahm im Dezember 1989 in La Plagne erstmals am Weltcup teil, wobei sie den 17. Platz errang und erreichte im weiteren Saisonverlauf mit dem zehnten Platz in La Clusaz ihre erste Top-Zehn-Platzierung im Weltcup. In der Saison 1991/92 kam sie mit drei zehnten Plätzen sowie einen sechsten Platz in Lake Placid auf den 12. Platz im Moguls-Weltcup und erreichte mit diesem sechsten Platz ihre beste Platzierung im Weltcup. Beim Saisonhöhepunkt, den Olympischen Winterspielen 1992 in Albertville, sprang sie auf den 20. Platz. In der folgenden Saison kam sie auf den 19. Platz im Moguls-Weltcup und bei den Weltmeisterschaften 1993 in Altenmarkt-Zauchensee auf den 15. Rang. In der Saison 1993/94 belegte sie bei den Olympischen Winterspielen 1994 in Lillehammer den 25. Platz und nahm in Meiringen-Hasliberg letztmals am Weltcup teil, wobei sie den 25. Platz errang.

## Erfolge

### Olympische Spiele
- 1992 Albertville: 20. Platz Moguls
- 1994 Lillehammer: 17. Platz Moguls

### Weltmeisterschaften
- 1993 Altenmarkt: 15. Platz Moguls

### Weltcup-Gesamtplatzierungen
Waller nahm an 35 Weltcups teil und erreichte sieben Top-Zehn-Platzierungen.
| Saison  | Gesamt | Gesamt | Moguls | Moguls |
| Saison  | Punkte | Platz  | Punkte | Platz  |
| ------- | ------ | ------ | ------ | ------ |
| 1989/90 | -      | -      | 3      | 20.    |
| 1991/92 | 2      | 40.    | 18     | 12.    |
| 1992/93 | 37     | 52.    | 332    | 19.    |
| 1993/94 | 26     | 66.    | 212    | 24.    |